# Винцек, Патрик
Патрик Винцек (нем. Patrick Wiencek; род. 22 марта 1989, Дуйсбург) — немецкий гандболист, выступает за немецкий клуб «Киль» и сборную Германии.

## Карьера

### Клубная
Патрик Винцек начинал свою профессиональную карьеру в своём родном клубе Дуйсбург. В 2006 году Патрик Винцек перешёл в Дюссельдорф, по итогам сезона 2006/07 команда Дюссельдорф вылетел во вторую Бундеслигу. В 2007 году Патрик Винцек перешёл в Бергишер, который выступал во второй Бундеслиге. В 2008 году Патрик Винцек перешёл в ТУСЕМ Эссен, по итогам сезона 2008/09 клуб вылетел во вторую бундеслигу, победив в чемпионате Германии  лишь один раз. Сезон 2009/10 ТУМЕС Эссен провёл во второй Бундеслиге. В 2010 году Патрик Винцек перешёл в Гуммерсбах, а в 2012 году перешёл в Киль, благодаря которому Киль выиграл 3 чемпионата Германии.  

### В сборной
Патрик Винцек выступает за сборную Германии. Винчек дебютировал за «бундесманншафт» 1 декабря 2009 года. Всего в форме сборной линейный провел 159 матчей и забросил 316 мячей. 7 марта 2022 года Винцек  завершил карьеру в сборной.

## Титулы
- Чемпион Германии: 2013, 2014, 2015, 2020, 2021
- Обладатель кубка Германии: 2013, 2017, 2019
- Обладатель суперкубка Германии: 2012, 2014, 2020, 2021
- Бронзовый призёр летних Олимпийских игр: 2016
- Победитель Кубка ЕГФ: 2019
- Победитель Лиги чемпионов: 2020

## Статистика
Статистика Патрика Винцека за сезон 2018/19 указана на 13.6.2019
| Сезон                 | Клуб        | Лига         | Матчи | Голы | 7-метр | Голы |
| --------------------- | ----------- | ------------ | ----- | ---- | ------ | ---- |
| 2008/09               | ТУСЕМ Эссен | Бундеслига   | 33    | 82   | 0      | 82   |
| 2009/10               | ТУСЕМ Эссен | 2 Бундеслига | 34    | 129  | 0      | 129  |
| 2010/11               | Гуммерсбах  | Бундеслига   | 26    | 67   | 0      | 67   |
| 2011/12               | Гуммерсбах  | Бундеслига   | 33    | 79   | 0      | 79   |
| 2012/13               | Киль        | Бундеслига   | 27    | 34   | 0      | 34   |
| 2013/14               | Киль        | Бундеслига   | 33    | 79   | 0      | 79   |
| 2014/15               | Киль        | Бундеслига   | 36    | 66   | 0      | 66   |
| 2015/16               | Киль        | Бундеслига   | 15    | 43   | 0      | 43   |
| 2016/17               | Киль        | Бундеслига   | 32    | 95   | 0      | 95   |
| 2017/18               | Киль        | Бундеслига   | 34    | 117  | 0      | 117  |
| 2018/19               | Киль        | Бундеслига   | 34    | 80   | 0      | 80   |
| 2008-09 ,2010—по н.в. | Итого       | Бундеслига   | 302   | 742  | 0      | 742  |